# Palau de la Generalitat Valenciana
Il Palau de la Generalitat valenciana è un palazzo che si trova nel centro di Valencia ed è la sede della Generalitat Valenciana, il governo della Comunità Valenciana.
Il palazzo fu costruito nel 1421 in stile gotico valenciano e si trova a pochissima distanza dalla plaza de la Virgen dove si trovano altri edifici molto rappresentativi della città di Valencia, come la Cattedrale, la Basilica della Vergine degli Abbandonati e il Palazzo Fuentehermosa, sede della presidenza della Generalitat Valenciana.
Il palazzo è un Bien de Interés Cultural dal 1931.